# Łysa Góra (Pieniny Spiskie)
Łysa Góra (739 m) lub Łysa (737 m) – wzniesienie w Pieninach Spiskich w miejscowości Falsztyn w województwie małopolskim, w powiecie nowotarskim, w gminie Łapsze Niżne. Nie znajduje się w grzbiecie głównym tych Pienin, lecz po jego północnej stronie, oddzielone od głównej grani doliną dopływu potoku Branisko. Zachodnie stoki opadają do doliny potoku Branisko, północne w kierunku Zbiornika Czorsztyńskiego. Partie wierzchołkowe porasta las.
W Pieninach istnieje jeszcze drugi szczyt o nazwie Łysa Góra.